# Сейюм Мангаша
Рас Сейюм Мангаша (21 июня 1887 — 15 декабря 1960) — эфиопский аристократ, военный деятель.

## Биография
Сейюм Мангаша родился в 1887 году. Был сыном раса Мангаши Йоханнеса и внуком императора Йоханныса IV. Принадлежал к тиграйской династии. Сейюм был прямым наследником по тиграйской линии и являлся для императора Хайле Селассие I главным конкурентом на трон.

### Губернаторство в западном Тигре
С 1910 года по 1935 год Сейюм был губернатором провинции западный Тигре. Традиционно правитель провинции являлся одновременно и командующим войсками данной провинции. Сейюм был одним из тех, кто вместе с Хайле Селассие I принял участие в путешествии по Европе в 1924 году. Стал рыцарем-командором ордена Британской империи.

### Итало-эфиопская война (1935—1936)
С октября 1935 года по февраль 1936 года рас Сейюм командовал армией провинции Тигре. Когда генерал Эмилио де Боно начал вторжение в Эфиопию, Сейюму было приказано сдерживать наступление пока не подтянутся основные силы. Сейюм Мангаша и войска под его командованием сыграли значительную роль в рождественском контрнаступлении эфиопов, а также в первом сражении у Тембиена и втором сражении у Тембиена. 31 марта, после того, как его армия провинции Тигре была полностью уничтожена, он сражался рядом с императором Хайле Селассие в битве у Майчу.

### Итальянская оккупация
После поражения эфиопской армии, хотя многие предпочли покинуть страну, Сейюм Мангаша остался и формально подчинялся власти итальянцев все время итальянской оккупации. Большую часть времени в этот период он провел под домашним арестом в Аддис-Абебе. Сейюм Мангаша сыграл небольшую роль в освобождении Эфиопии во время Второй мировой войны. Во время начала Восточно-Африканской кампании он формально был на стороне итальянцев, но 18 апреля 1940 года Сейюм перешёл на сторону императора Хайле Селассие. Он примирился с императором и смог сохранить должность правителя провинции западный Тигре.

### Войанское восстание
В 1943 году в южной и восточной части провинции Тигре вспыхнуло Войанское восстание. Сейюма Мангаша подозревали в поддержке повстанцев. Вследствие чего его отозвали в Аддис-Абебу, а управление провинцией передали в руки фитаврари Кифле Дади, деджазмача Фикре Селассие Кетема, генералов Тедла Мекеонена и Иссаяс Гебре Селассие назначили командующими армией Тигре.

### Правитель Тигре
После смерти раса Гукса Арайя Селассие — двоюродного брата раса Сейюма, ему было поручено управление всей провинцией Тигре. Управление по праву наследования должен был принять сын раса Гуксы — деджазмач Хайле Селассие Гукса, но он был объявлен предателем, так как в первые дни второй итало-эфиопской войны перешёл на сторону итальянцев.

### Смерть
В декабре 1960 года императорская гвардия (Кебур Забанга) попыталась совершить государственный переворот и захватить власть в Эфиопии, воспользовавшись отсутствием императора, который был в Бразилии с официальным визитом. Руководители путчистов заставили наследного принца прочитать заранее подготовленное заявление по радио. В заявлении было сказано, что он принимает корону отца, и объявляет об управленческой реформе. Тем не менее ни регулярная армия, ни церковь не признали нового правительства. Глава церкви патриарх Абуна Басилиос отлучил от церкви всех, кто сотрудничал с путчистами. Император вернулся в Эфиопию и приказал армии брать штурмом дворец, в котором в заложниках находились члены правительства. Гвардия была разгромлена и бежала, но при этом гвардейцы успели убить большинство заложников. Сейюм Мангаша был одним из них.
В дальнейшем сын Сейюма Мангаша — Мангаша Сейюм — заявлял претензии на императорскую корону. Он был женат на внучке Хайле Селассие Аиде Десте. Его основной соперник на трон — внук Хайле Селассие Зера Якоб Амха Селассие. В 1970-х Мангаша Сейюм организовал Эфиопский демократический союз и участвовал в гражданской войне против режима Менгисту Хайле Мариама.